# 가즈노시
가즈노시(일본어: 鹿角市)는 일본 아키타현 북부에 있는 시이다. 옛날에는 '上津野'로 표기했다. 1970년대 초의 3정 1촌 대합병으로 성립했고 헤이세이 대합병 전에는 현내 최대 면적을 자랑했지만 대합병 이후 유리혼조시, 기타아키타시, 센보쿠시 등에 추월당했다.
오유 환상렬석은 일본에서 매우 저명한 조몬 유적 중 하나이다. 또 고분도 많이 남아 있다.

## 역사
가즈노 일대는 센고쿠 시대에 가즈노 4령의 지배를 받았지만 에도 시대에는 난부번에 속했다. 이후 마쓰시로번, 구노헤현, 하치노헤현 등에 편입되었지만 1871년 아키타현에 마침내 안착하였다.
1972년 4월 1일에 가즈노군 하나와정, 도와다정, 오사리자와정, 하치만타이촌 등 4개 정·촌이 합병해 가즈노시가 탄생하였다.

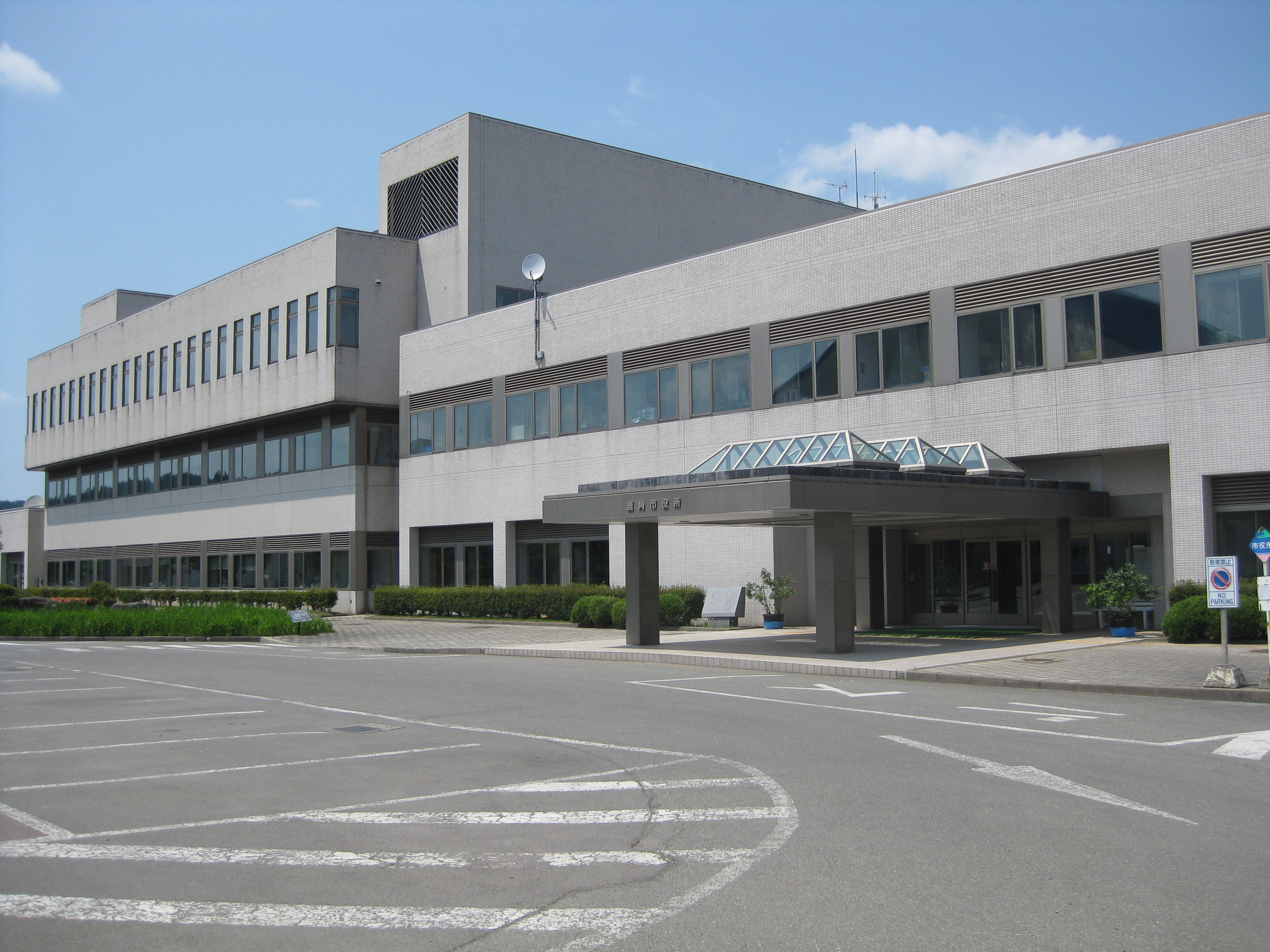
가즈노시청

## 지리
시 중부에 있는 하나와 분지에 하나와, 도와다 시가지가 있다. 남부는 하치만타이와 야케야마가 있는 산악 지대이다. 북부는 도와다호 부근 분수령까지의 구릉지를 관할해 도와다호 자체는 가즈노시에 포함되지 않지만 구 도와다정의 정명에서 알 수 있듯이 주변의 경승지로 시민에게 사랑받고 있다. 도와다호와 하치만타이는 도와다하치만타이 국립공원으로 지정되어 있다.

### 기후
쾨펜의 기후 구분으로는 냉대 습윤 기후(Dfa)에 속한다. 연교차가 매우 커 여름에는 30℃가 넘는 날이 있는가 하면 겨울에는 -20℃까지 추워지는 날도 있다. 겨울은 추위가 심하고 현내에서는 이른 시기에 강설·적설·한파가 관측된다.
역대 최고 기온 기록은 2000년 7월 31일의 37.0℃이고 역대 최저 기온 기록은 1977년 1월 27일의 -22.4℃이다.
| 가즈노시의 기후                                              | 가즈노시의 기후 | 가즈노시의 기후 | 가즈노시의 기후 | 가즈노시의 기후 | 가즈노시의 기후 | 가즈노시의 기후 | 가즈노시의 기후 | 가즈노시의 기후 | 가즈노시의 기후 | 가즈노시의 기후 | 가즈노시의 기후 | 가즈노시의 기후 | 가즈노시의 기후 |
| 월                                                           | 1월             | 2월             | 3월             | 4월             | 5월             | 6월             | 7월             | 8월             | 9월             | 10월            | 11월            | 12월            | 연간            |
| ------------------------------------------------------------ | --------------- | --------------- | --------------- | --------------- | --------------- | --------------- | --------------- | --------------- | --------------- | --------------- | --------------- | --------------- | --------------- |
| 역대 최고 기온 °C (°F)                                       | 11.1 (52.0)     | 15.8 (60.4)     | 18.8 (65.8)     | 29.5 (85.1)     | 32.3 (90.1)     | 33.5 (92.3)     | 37.0 (98.6)     | 36.9 (98.4)     | 34.4 (93.9)     | 27.3 (81.1)     | 22.4 (72.3)     | 17.3 (63.1)     | 37.0 (98.6)     |
| 일평균 최고 기온 °C (°F)                                     | 0.6 (33.1)      | 1.7 (35.1)      | 5.8 (42.4)      | 13.6 (56.5)     | 19.9 (67.8)     | 23.8 (74.8)     | 26.8 (80.2)     | 28.1 (82.6)     | 24.0 (75.2)     | 17.4 (63.3)     | 10.1 (50.2)     | 3.0 (37.4)      | 14.6 (58.2)     |
| 일일 평균 기온 °C (°F)                                       | −2.9 (26.8)     | −2.3 (27.9)     | 1.0 (33.8)      | 7.4 (45.3)      | 13.8 (56.8)     | 18.3 (64.9)     | 21.9 (71.4)     | 22.8 (73.0)     | 18.3 (64.9)     | 11.4 (52.5)     | 5.0 (41.0)      | −0.5 (31.1)     | 9.5 (49.1)      |
| 일평균 최저 기온 °C (°F)                                     | −7.1 (19.2)     | −6.9 (19.6)     | −3.7 (25.3)     | 1.6 (34.9)      | 8.0 (46.4)      | 13.4 (56.1)     | 17.9 (64.2)     | 18.5 (65.3)     | 13.6 (56.5)     | 6.3 (43.3)      | 0.7 (33.3)      | −4.1 (24.6)     | 4.9 (40.7)      |
| 역대 최저 기온 °C (°F)                                       | −22.4 (−8.3)    | −19.7 (−3.5)    | −16.8 (1.8)     | −9.9 (14.2)     | −1.8 (28.8)     | 3.2 (37.8)      | 8.1 (46.6)      | 8.6 (47.5)      | 1.4 (34.5)      | −2.9 (26.8)     | −11.4 (11.5)    | −16.6 (2.1)     | −22.4 (−8.3)    |
| 평균 강수량 mm (인치)                                        | 79.4 (3.13)     | 68.7 (2.70)     | 84.1 (3.31)     | 89.2 (3.51)     | 93.1 (3.67)     | 108.3 (4.26)    | 200.6 (7.90)    | 190.4 (7.50)    | 149.3 (5.88)    | 138.8 (5.46)    | 136.0 (5.35)    | 116.3 (4.58)    | 1,454.1 (57.25) |
| 평균 강설량 cm (인치)                                        | 182 (72)        | 150 (59)        | 100 (39)        | 2 (0.8)         | 0 (0)           | 0 (0)           | 0 (0)           | 0 (0)           | 0 (0)           | 0 (0)           | 13 (5.1)        | 132 (52)        | 579 (228)       |
| 평균 강수일수 (≥ 1.0 mm)                                     | 17.8            | 15.9            | 14.8            | 13.0            | 12.0            | 10.1            | 12.3            | 11.4            | 12.1            | 13.9            | 16.9            | 19.1            | 169.3           |
| 평균 강설일수 (≥ 3 cm)                                       | 20.9            | 17.8            | 13.1            | 0.4             | 0               | 0               | 0               | 0               | 0               | 0               | 1.6             | 14.1            | 67.9            |
| 평균 월간 일조시간                                           | 52.2            | 72.0            | 118.5           | 158.4           | 185.3           | 174.0           | 147.0           | 168.2           | 146.7           | 132.9           | 87.6            | 52.8            | 1,495.6         |
| 출처: 일본 기상청 (평년값: 1991년~2020년, 극값: 1976년~현재) |                 |                 |                 |                 |                 |                 |                 |                 |                 |                 |                 |                 |                 |

## 인구
| 연도 | 인구 | ±% p.a. |
| --- | --- | ------- |
| 1960 | 59,593 | —       |
| 1970 | 50,346 | −1.67%  |
| 1980 | 45,615 | −0.98%  |
| 1990 | 42,407 | −0.73%  |
| 2000 | 39,144 | −0.80%  |
| 2010 | 34,473 | −1.26%  |
| 2020 | 29,088 | −1.68%  |
| 이 그래프는 더 이상 지원되지 않는 레거시 그래프 확장 기능 을 사용하고 있습니다. 새로운 차트 확장 기능 으로 변환해야 합니다. | |         |
| | 이 그래프는 더 이상 지원되지 않는 레거시 그래프 확장 기능을 사용하고 있습니다. 새로운 차트 확장 기능으로 변환해야 합니다. |         |

|                                              | |
| 가즈노시의 전국의 연령별 인구 분포（2005년） | 가즈노시의 연령·남녀별 인구 분포（2005년）                                                                                |
| ■자주색 ― 가즈노시 ■녹색 ― 일본전국          | ■파랑색 ― 남자 ■빨간색 ― 여자                                                                                             |
| · 가즈노시（에 해당되는 지역）의 인구추이    | |
| 일본 총무성 통계국 국세조사 결과             | |
|                                              | 이 그래프는 더 이상 지원되지 않는 레거시 그래프 확장 기능을 사용하고 있습니다. 새로운 차트 확장 기능으로 변환해야 합니다. |

## 교통

### 철도
- 동일본 여객철도 하나와선

### 도로
- 도호쿠 자동차도
- 국도 제103호선
- 국도 제104호선
- 국도 제282호선
- 국도 제341호선
- 국도 제454호선

## 자매 도시
- 헝가리 죄르모손쇼프론주 쇼프론
- 중화인민공화국 간쑤성 우웨이시 량저우구